# Simon Kjær
Simon Kjær (født 26. marts 1989) er en dansk fodboldspiller, der spillede for den italienske Serie A-klub A.C. Milan som forsvarsspiller. Hans kontrakt udløb den 1.juli 2024. Kjær repræsenterede ligeledes det danske fodboldlandshold, hvor han fik sin debut som 20-årig den 6. juni 2009. Han har i flere år været holdets anfører, og 17. oktober 2023 blev han den danske mandlige spiller med flest landskampe.
Simon Kjær spillede centerforsvarer og har sine forcer i hovedspillet, duelspillet og overblikket.
Kjær blev den dyreste danske fodboldspiller nogensinde med sit skifte fra Città di Palermo til VfL Wolfsburg i sommeren 2010 for 12 millioner euro – 90 millioner danske kroner, en rekord der siden er slået flere gange.
Endvidere blev Kjær med salget fra FC Midtjylland til Città di Palermo den syvendedyreste spiller solgt fra den bedste danske fodboldrække på daværende tidspunkt.
Kjær havde kun spillet fem kampe i den bedste danske fodboldrække, før han blev solgt til Serie A-klubben Palermo i en alder af blot 18 år. I alt nåede Kjær at spille 19 ligakampe i den bedste danske fodboldrække, SAS ligaen, samt to pokalkampe i sin debutsæson for FC Midtjylland inden skiftet til Italien. Grundet sin kometkarriere blev Kjær ofte sammenlignet med en anden dansk centerforsvarer, Daniel Agger.
Efter sammenligningen udtalte Kjær, at Agger var et af hans store forbilleder i fodboldverdenen.
Simon Kjær har repræsenteret Danmark ved flere slutrunder, heriblandt VM-slutrunden 2010 i Sydafrika, hvor han spillede de to første gruppekampe og derefter sad ude med karantæne i den sidste gruppekamp efter to advarsler, EM slutrunden 2012 i Polen og Ukraine, hvor han spillede samtlige tre gruppekampe. Kjær repræsenterede desuden Danmark til EM-slutrunden 2021 og var her mest bemærkelsesværdig i semifinalen mod England, hvor han med et selvmål bragte Danmark fra 1-0 til 1-1, som resulterende i forlænget spilletid og ultimativt en sejr til England.
Kjær meddeler den 13. januar 2025 at han stopper som professionel fodboldspiller. Han har udtalt, at han aldrig vil vende tilbage til Danmark.

## Klubkarriere

### Ungdomsårene
Simon Kjær spillede i de tidlige ungdomsår i Lund IF, der er den lokale fodboldklub i byen Lund, hvor han er opvokset. Efter at have vist sit talent i en tidlig alder blev Simon Kjær hentet til talentholdet i AC Horsens, hvor han som 2. års lilleputspiller blev udtaget til drengeholdet klubben. Herefter blev han hentet til fodboldakademiet i FC Midtjylland, hvor han yderligere udviklede sig og efter et par sæsoner bankede på til en plads på førsteholdet.

### FC Midtjylland
Simon Kjær fik sin længe ventede debut i den bedste danske række Superligaen 30. september 2007 på hjemmebane i Herning mod AGF. Han spillede hele kampen, som FC Midtjylland vandt 2-0. Efterfølgende spillede han som fast mand på førsteholdet i det centrale forsvar.
Han var i tiden hos FC Midtjylland hurtigt kommet i søgelyset hos flere storklubber og var tidligt til prøvetræning hos franske Lille og senere i Real Madrid. Især at en storklub som Real Madrid var interesseret i Kjær, gav genlyd i Europa.
I foråret 2008 valgte FC Midtjylland at acceptere et stort tilbud fra den syditalienske klub Palermo. "Millionær-Kjær" var overskrifterne i medierne, da den konkrete aftale blev kendt for offentligheden, hvor det blandt andet blev kendt at handelen kom til at koste Palermo i omegnen af 4,5 mio euro (ca. 30 millioner DKK) i transfersum, samtidig med at Simon Kjær månedligt kunne hæve godt 500.000 kr i en alder af 19-20 år. Simon Kjær skiftede derpå i sommeren 2008 til Palermo på en femårig kontrakt.
Simon Kjær var med salget til Città di Palermo den syvendedyreste spiller solgt fra den bedste danske fodboldrække på dette tidspunkt.

### Palermo

#### 2008-09
Starten i Palermo blev grundet problemer med det italienske sprog noget svær. Således fik Simon Kjær besked på, at han først kom i betragtning til en startplads, når det italienske sprog var på plads.. Ved præsentationen i Palermo fortalte han, at han altid havde beundret et hold som FC Barcelona og deres måde at spille fodbold på. Hertil spurgte en af de italienske journalister så til hvilken forsvarsspiller Kjær så ville sammenligne sig selv med, hvortil unge Kjær svarede Rafael Marquez.
Sprogproblemerne overvandt Kjær dog hurtigt, da han også i Danmark havde taget italienskundervisning i tiden op til sommeren, hvor han skulle flytte til Italien. Derfor kom debuten kort inde i sæsonen, hvor han blev sat ind i midterforsvaret fra starten af anden halvleg i kampen mod Fiorentina i 8. spillerunde i Serie A den 26. oktober 2008.
Simon Kjær spillede sig herefter relativt hurtigt til en fast plads på holdet. Danskeren viste store defensive kvaliteter og kom hurtigt i de italienske storklubbers søgelys efter flere gode præstationer. Simon Kjær blev endvidere udtaget til "Rundens hold i Serie A".
Ud over det defensive viste Kjær også offensive kvaliteter og blev Palermos mest scorende forsvarsspiller i Serie A i sæsonen 2008/2009 med tre scoringer. Hans Serie A-scoringer blev sat ind imod Verona, Lecce og Bologna. Han kom på måltavlen i sin blot tredje Serie A-kamp efter at have haft flere nærgående forsøg.
Efter adskillige solide præstationer fra Kjær blev de internationale topklubbers interesse ikke mindre i løbet af debutsæsonen, og han blev jævnligt rygtet til flere storklubber rundt om i Europa. Simon Kjær havde en klausul i sin kontrakt med Palermo, der betød, at han kunne købes fri for 12 millioner euro, svarende til ca. 90 millioner danske kroner.
Simon Kjær spillede 27 ligakampe i sin debutsæson for Palermo med fem gule kort, tre scoringer og i alt 2029 minutters spilletid til følge i den bedste italienske række.
Mange og lange spekulationer om et skifte til en af Europas storklubber allerede efter debutsæsonen i Serie A endte 1. juli 2009, da Simon Kjær i et interview med La Gazzetta dello Sport tilkendegav, at han ville blive i Palermoendnu en sæson – med fuld fokus på holdet og med ambitioner om at være en mere styrende personlighed på banen.

#### 2009-10
I hele forsæsonen arbejdede Simon Kjær hårdt med sine holdkammerater og kom blandt andet på måltavlen mod Denizlispor i Palermos træningsophold i Østrig.
Da sæsonen startede. var Kjær igen med fra start og fik samtlige minutter i kampene, og det lykkedes blandt andet også at score endnu engang mod Bologna, da han gjorde det til 1-1 kort før halvlegen i en kamp som Palermo dog alligevel tabte 1-3.
Kjær vandt den danske pris som "Årets mandlige talent 2009" foran Nicklas Bendtner fra Arsenal F.C. og Christian Eriksen fra Ajax Amsterdam efter sin succesrige første sæson i Syditalien. Senere blev han også kåret af spillerforeningen som årets danske fodboldspiller i 2009. Ved denne lejlighed udtrykte Kjær stor tilfredshed, og proklamerede at denne pris betød mere for ham end prisen som årets talent, som han fik på baggrund af journalister og den almene befolkning.
Dagen efter kunne han fejre prisen med et mål scoret mod Cagliari, der afgjorde kampen til hans hold Palermos fordel, idet kampen endte 2-1.

### VfL Wolfsburg
I sommeren 2010 købte den tyske Bundesligaklub ham for 12 millioner euro eller 90 millioner danske kroner. Handlen gjorde Kjær til den dyreste danske fodboldspiller hidtil. Med skiftet til den tyske klub blev Kjær en af de bedst betalte danske fodboldspillere med en årsløn på omkring 18 millioner kr.
Skiftet fra Serie A til Bundesligaen og VfL Wolfsburg var dog ikke kun økonomisk begrundet for den unge danske landsholdsspiller. Både landstræner Morten Olsen og Kjær selv udtalte efter skiftet, at dette både sportsligt og udviklingsmæssigt var et skridt i den rigtige retning for ham.
Kjær markerede sig som en fornuftig investering for den tyske klub allerede i forsæsonen, hvor han mindre end en måned efter sit skifte til Wolfsburg blev matchvinder i en træningskamp mod FC Augsburg i en 1-0 sejr til "Die Wölfe".
Kjær fik sin officielle debut for Wolfsburg i den tyske pokalturnering, DFB Cup 2010-11, i udekampen i første runde mod Preußen Münster den 15. august 2010. Wolfsburg spillede sig videre i turneringen med en 1-2 sejr. Mindre end en uge herefter fik Kjær sin Bundesliga-debut mod Champions League-vicemestrene F.C. Bayern München den 20. august i en kamp, som Wolfsburg tabte 2-1 på udebane.
Efter en dårlig start på sæsonen for stortsatsende Wolfsburg med svingende resultater og uindfriede forventninger fik Kjær scoret sit første bundesligamål for "Die Wölfe" i hjemmekampen mod Stuttgart den 30. oktober 2010. Kjær headede bolden over stregen efter et hjørnespark, men selv om alle medier naturligt havde tilskrevet den blonde dansker målet, viste det sig, at dommeren i sin rapport ikke havde noteret Kjær for målet. Flere statistikere har fortsat noteret Kjær for målet, men officielt er målet nu blevet godskrevet Edin Dzeko.
Trods stor kritik i flere medier for sine præstationer i Bundesligaen efter skiftet fra Serie A var Kjær i startopstillingen i samtlige 17 Bundesliga kampe i efterårssæsonen 2010.
Efter at have dannet makkerpar med Andrea Barzagli i Wolfsburgs midterforsvar hele efterårssæsonen spillede Kjær i stedet med den tyske landsholdspiller Arne Friedrich ved sin side i forårspræmieren mod Bayern München..
I sin 19. bundesligakamp (alle i træk) siden skiftet til "Die Wölfe" scorede Kjær sit første officielle bundesligamål for klubben. Kjær blev matchvinder i 0-1 udekampen mod Mainz 05 med et hovedstødsmål i det 83. minut. hvormed Kjær sikrede den første Wolfburg sejr i 8 kampe – efter 7 uafgjorte kampe i træk.
Efter en række skuffende resultater blev manager Steve McClaren fyret i starten af februar 2011. Under den engelske træner havde Kjær startet 20 ud af 21 bundesligakampe, efter at have været ude med en skade i runde 20 mod Borussia Dortmund. Kjær erklærede offentligt, at han var ked af fyringen, og at han havde været glad for sit samarbejde med Steve McClaren.
Ved transfervinduets slutning i sensommeren 2011 blev Kjær udlejet til AS Roma.

### Lille OSC
Den 5. juli 2013 underskrev Simon Kjær en fire-årig kontrakt med den franske klub Lille OSC, som spiller i Ligue 1

### Fenerbahçe SK
I 2015 skiftede Simon Kjær til den tyrkiske storklub Fenerbahçe, der holder til i Istanbul.

### Sevilla FC
2. august 2017 skiftede Kjær til spanske Sevilla FC. Efter to år så han ikke ud til at være garanteret spilletid i den spanske klub, hvorpå han blev udlejet til italienske Atalanta B.C. i sommeren 2019.

### AC Milan
I foråret 2020 blev han udlejet til A.C. Milan, og samme sommer købte klubben ham fri af kontrakten i Sevilla. I hans tid i Milan blev han anset som en af klubbens vigtigste spillere, og dannede et stærkt makkerpar med daværende anfører Alessio Romagnoli. Simon Kjær blev også udtaget til Årets Hold i Serie A for 2021 af Forbes, som resultat af hans stærke præstationer. I samme år blev Simon Kjær også kåret som den 17. bedste fodboldspiller i verden til Ballon d'Or 2021, samme placering som Luis Suarez. Efter en stærk start til sæsonen 2021/2022 for både AC Milan og Simon Kjær, så blev Simon Kjær skadet i et opgør mod Genoa C.F.C den 1. december 2021 i hans venstre knæ, og kom ikke til at spille resten af sæsonen. Simon Kjær vandt Serie A-titlen med AC Milan i 2021/22 sæsonen, på trods af hans skade fra december 2021.

## Landsholdskarriere

### U-landshold
Simon Kjær debuterede som 17-årig for Danmark U/19. Med gode præstationer i landskampene og stigende succes på FC Midtjyllands andethold blev Simon Kjær anfører for U/19-landsholdet. 10 kampe med et mål til følge lyder statistikken i U/19-regi.
Efter skiftet til Palermo blev han udtaget til U/21 landsholdet til en træningskamp mod Tyskland U/21, hvor han blev udråbt som Danmarks bedste spiller.[kilde mangler] Det blev til en enkelt U/21-landskamp mere, før Kjær blev fast mand på A landsholdet, da Danmark tabte 0-2 til Tyrkiet i Istanbul i marts 2010.

### A-landsholdet
Efter Martin Laursens noget overraskende framelding til A-landsholdet – kort før sit karrierestop – skulle et nyt forsvar spilles sammen frem mod landsholdets kvalifikationskampe til VM 2010.
I den anledning blev Simon Kjær for første gang udtaget til A-landsholdet og træningskampen mod Grækenland, men opnåede ikke spilletid.
"Jeg er meget glad og stolt over udtagelsen. Der er så mange mennesker, der fortjener et klap på skulderen for, at det er lykkedes. Landsholdet var der ikke mange, der troede på, da jeg var 18 år. Dér havde jeg knapt nok fået debut på U/19-landsholdet. Dér troede folk bare ikke på, at det ville komme så hurtigt. Det er helt overvældende", sagde Simon Kjær til Ekstra Bladet efter udtagelsen.
Simon Kjær blev udtaget til A-landsholdet for anden gang 25. maj 2009 til truppen forud for den vigtige VM-kvalifikationskamp mod ærkerivalerne fra Sverige. Han spillede hele kampen, som Danmark vandt 1-0. Undervejs begik han et straffespark på svenskernes Olof Mellberg, hvor det dog ikke lykkedes svenskerne at score.
Efter at have startet inde i samtlige landskampe siden sin landsholdsdebut – på nær under skadesfravær – startede Kjær for første gang på bænken i venskabskampen i Parken i begyndelsen af 2011 mod England, mens Mathias Zanka Jørgensen i stedet dannede makkerpar med Daniel Agger. Kjær blev skiftet ind fra 2. halvlegs start, og efter kampen erklærede landstræner Morten Olsen, at kampen om pladsen ved siden af Agger nu var helt åben blandt de to danske forsvarstalenter frem mod den vigtige EM-kvalifikationskamp mod Norge.
Han fik debut som landsholdsanfører i slutningen af en venskabskamp i Istanbul mod Tyrkiet den 14. november 2012, da Nicklas Bendtner blev udskiftet.
"Jeg er stolt af at have været anfører for Danmark i slutningen af kampen, efter at have overtaget anførerbindet fra Bendtner. Anfører for vores land: enhver drengs drøm" skrev Simon Kjær dagen efter på sin Twitter-profil. I 2016 gjorde den nye landstræner Åge Hareide ham til fast anfører på landsholdet.
Da landsholdet i efteråret 2018 var det derfor Kjær, der tegnede holdet i den konflikt, som Spillerforeningen havde med Dansk Boldspil-Union om landsholdets kommercielle rettigheder. Konflikten medførte, at Danmark spillede en venskabskamp mod Slovakiet med lutter amatører (det såkaldte vikarlandshold), som det "rigtige" landshold med Kjær i spidsen var meget utilfredse med. Kjær var dog med til at løse konflikten, så vikarlandsholdet kun spillede den ene kamp.
Simon Kjær blev i 2021 berømmet over hele verden for sin indsats i den episode, hvor holdkammeraten Christian Eriksen fik hjertestop i Danmarks første kamp ved EM-slutrunden. Han var en af de første, der var henne ved Eriksen, da denne faldt om på banen og ydede førstehjælp. Da den professionelle hjælp hurtigt kom til, sørgede han for, at holdet afskærmede hændelsen for publikum og kameraer, og han var hurtigt henne ved Eriksens kone for at støtte hende. Efter at kampen var blevet genoptaget kunne Kjær ikke selv gennemføre kampen og blev udskiftet.
I 2023 tog Kjær rekorden fra Peter Schmeichel som den mandlige landsholdsspiller, der har spillet flest landskampe. Det skete i udekampen mod San Marino 18. oktober, da han spillede sin kamp nummer 130.

## Karrierestatistikker

### Klubhold
| Klub           | Sæson          | Liga | Liga | Cup* | Cup* | Europa** | Europa** | Danmark | Danmark | I alt | I alt |
| Klub           | Sæson          | Kmp  | Mål  | Kmp  | Mål  | Kmp      | Mål      | Kmp     | Mål     | Kmp   | Mål   |
| -------------- | -------------- | ---- | ---- | ---- | ---- | -------- | -------- | ------- | ------- | ----- | ----- |
| FC Midtjylland | 2007–08        | 19   | 0    | 2    | 0    | –        | –        | –       | –       | 21    | 0     |
| FC Midtjylland | I alt          | 19   | 0    | 2    | 0    | –        | –        | –       | –       | 21    | 0     |
| Palermo        | 2008–09        | 27   | 3    | 0    | 0    | –        | –        | 1       | 0       | 27    | 3     |
| Palermo        | 2009–10        | 35   | 2    | 3    | 0    | –        | –        | 10      | 0       | 38    | 2     |
| Palermo        | I alt          | 62   | 5    | 3    | 0    | –        | –        | –       | –       | 65    | 5     |
| VFL Wolfsburg  | 2010–11        | 32   | 1    | 2    | 0    | –        | –        | 6       | 0       | 34    | 1     |
| VFL Wolfsburg  | 2011–12        | 3    | 0    | 1    | 0    | –        | –        | 1       | 0       | 4     | 0     |
| VFL Wolfsburg  | 2012–13        | 22   | 2    | 3    | 0    | –        | –        | 8       | 1       | 25    | 2     |
| VFL Wolfsburg  | I alt          | 57   | 3    | 6    | 0    | –        | –        | –       | –       | 63    | 3     |
| AS Roma        | 2011–12        | 22   | 0    | 2    | 0    | –        | –        | 9       | 0       | 24    | 0     |
| AS Roma        | I alt          | 22   | 0    | 2    | 0    | –        | –        | –       | –       | 24    | 0     |
| Lille OSC      | 2013–14        | 34   | 0    | 2    | 1    | –        | –        | 6       | 0       | 36    | 1     |
| Lille OSC      | 2014–15        | 31   | 1    | 2    | 1    | 9        | 1        | 9       | 1       | 42    | 2     |
| Lille OSC      | I alt          | 65   | 1    | 4    | 1    | 9        | 1        | –       | –       | 78    | 3     |
| Fenerbahce SK  | 2015-16        | 28   | 2    | 6    | 0    | 11       | 0        | 6       | 0       | 45    | 2     |
| Fenerbahce SK  | 2016-17        | 27   | 1    | 5    | 0    | 11       | 2        |         |         | 43    | 3     |
| Sevilla        | 2017-18        | 20   | 2    | 1    | 0    | 6        | 0        |         |         | 27    | 3     |
| Sevilla        | 2018-19        | 26   | 0    | 4    | 0    | 7        | 0        |         |         | 37    | 0     |
| Atalanta       | 2019-20        | 5    | 0    | –    | –    | 1        | 0        |         |         | 6     | 0     |
| AC Milan       | 2019-20        | 15   | 0    | 4    | 0    | –        | –        |         |         | 19    | 0     |
| AC Milan       | 2020-21        | 6    | 0    | –    | –    | 6        | 0        |         |         | 12    | 0     |
| Karriere i alt | Karriere i alt | 241  | 10   | 18   | 1    | 16       | 1        | 55      | 2       | 325   | 14    |

Statistikkerne er sidst opdateret 29. januar 2016
*DBU Pokalen, Coppa Italia, DFB-Pokal, Coupe de France, Coupe de la Ligue, Türkiye Kupasi
**UEFA Europa League, UEFA Champions League

### Landshold
| Landshold | EM  | EM  | VM  | VM  | EM kval. | EM kval. | VM kval. | VM kval. | Venskabskampe | Venskabskampe | Total | Total |
| Landshold | Kmp | Mål | Kmp | Mål | Kmp      | Mål      | Kmp      | Mål      | Kmp           | Mål           | Kmp   | Mål   |
| --------- | --- | --- | --- | --- | -------- | -------- | -------- | -------- | ------------- | ------------- | ----- | ----- |
| Danmark   | 3   | 0   | 2   | 0   | 17       | 1        | 11       | 1        | 22            | 0             | 55    | 2     |

| Danmark |     |     |
| År      | Kmp | Mål |
| 2009    | 7   | 0   |
| 2010    | 8   | 0   |
| 2011    | 6   | 0   |
| 2012    | 10  | 0   |
| 2013    | 7   | 1   |
| 2014    | 8   | 1   |
| 2015    | 10  | 0   |
| 2016    | 10  | 1   |
| 2017    | 8   | 0   |
| 2018    | 11  | 0   |
| 2019    | 10  | 0   |
| 2020    | 7   | 0   |
| 2021    | 2   | 0   |
| Total   | 104 | 3   |

|}
Oversigten er opdateret til og med kamp spillet den 28. marts 2021

### Internationale mål
Mål for DBUs landshold
| # | Dato       | Spillested        | Modstander | Score | Resultat | Turnering             |
| - | ---------- | ----------------- | ---------- | ----- | -------- | --------------------- |
| 1 | 22-03-2013 | Olomouc, Tjekkiet | Tjekkiet   | 0-2   | 0-3      | VM-kvalifikationskamp |
| 2 | 14-11-2014 | Beograd, Serbien  | Serbien    | 1-2   | 1-3      | EM-kvalifikationskamp |

## Hæder og priser

### Personlig
- Valgt til "Årets Udviklingsspiller" 2006 & "Årets Akademispiller" 2007 i FCM.[59][60]
- Valgt til DBUs U-19 talent, 2007[61]
- Kåret til den næstbedste spiller under 21 år i Serie A af La Gazzetta dello Sport, 2009[62]
- Valgt til "Årets Hold i Serie A" af fodboldhjemmesiden, goal.com, for sæsonen 2008/2009[63]

"En komplet forsvarer, som har det hele – inklusiv hurtighed, forudseenhed og styrke i luften – danskeren er en af de vigtige grunde til, at Palermo kæmper for en plads i Europa League. Alle store klubber i Europa vil have Kjær nu" lød begrundelsen for udtagelsen på goal.com. Årets hold: Júlio César – Maicon, Simon Kjær, Giorgio Chiellini, Paolo Maldini – Esteban Cambiasso, Felipe Melo, Thiago Motta – Zlatan Ibrahimović, Diego Milito, Mauro Zarate.
- Valgt til "Årets Talent" 2009 af DBU[64]
- Kåret til "Årets Talent" 2009 af Spillerforeningen[65]
- Kåret til "Årets Spiller" 2009 af Spillerforeningen[66]
- Valgt til "Rundens Hold" (Elf des Tages) i Bundesligaen 2010-2011 tre gange af Kicker.de[67]
- Simon Kjær blev hædret over hele verden, da han var med til at redde Christian Eriksen, da denne kollapsede i kampen mod Finland ved EM-slutrunden i 2021.

## Privatliv
Kjær er gift med Elina Gollert og sammen har de to drenge.